# Tubulipora notomala
Tubulipora notomala is een mosdiertjessoort uit de familie van de Tubuliporidae. De wetenschappelijke naam van de soort is, als Idmonea notomala, voor het eerst geldig gepubliceerd in 1875 door Busk.